# Preikestolen
 For alternative betydninger, se Prædikestol.
58°59′10″N 6°11′19″Ø / 58.98611°N 6.18861°Ø
Preikestolen eller Prædikestolen er et fjeldplateau, på nordsiden af Lysefjorden i Forsand kommune, Ryfylke. Det er et kendt turistmål i regionen. Plateauet er nærmest fladt, ca. 25×25 m og har en højde på 604 moh. I gammel tid hed plateauet Hyvlatånnå (høvletanden).
Det var formentlig en frostsprængning for 10.000 år siden som dannede Preikestolen. Kanten af isbræen lå da lige oven for fjeldet. Preikestolen har en flere meter dyb sprække tværs over plateauet som formentlig også er et resultat af frostsprængninger. Geologer har konkluderet at Preikestolen er stabil selv om mange ubegrundet tror at fjeldplateauet vil falde ned når de ser sprækken.
Preikestolen regnes som et af Norges vigtige turistrejsemål. Den blev opdaget som turistmål omkring 1900 da Stavanger Turistforening (STF) begyndte at bruge dette fjeldplateau som turmål, og det var dem som gav det navnet Prekestolen. STF opførte Preikestolhytten i 1949. I 2004 blev denne suppleret med Preikestolen Fjellstue. Fjellstuen er et helårsanlæg med, kiosk, cafe og restaurant. Stedet er startpunkt for ture til blandt andet Preikestolen. Lige nedenfor ligger Refsnvatnet med gode bademuligheder. Hytten ligger omtrent 6 km fra riksvei 13 og der er busforbindelse om sommeren.

## Tilgængelighed
Tilrettelægningen af trafikken til Preikestolen (parkering, toilet, service, udbedring af stien etc.) varetages af Stiftelsen Preikestolen.
Adgang sker via en gangsti fra parkeringspladsen ved Preikestolhytten. I fugleflugt er der 3,8 km, men med en højdeforskel på 330 m og ujævnt terræn kan turen godt tage 2 - 2,5 time én vej.
I 2013 og 2014 har sherpaer fra Nepal udbedret stien med trapper og stensætninger.
Selv om turen til Preikestolen fremstilles som en middelsvær tur, er det på forhånd vigtig at vurdere egne færdigheder og viden om fjeldvandring.
I nyere tid har der været udført flere redningsaktioner af lokale og frivillige hjælpeorganisationer. Problemet har ofte været uegnet udstyr, eller startet for sent. På trods af den direkte adgang til kanten, så er dødsulykker ved Preikestolen forholdsvis sjældne. Tidligere dødsfald har oftest været selvmord, men i 2020 mistede en person livet i en ulykke i samme område. Det sidste dødsfald skete den 3. juni 2024.
Den bedste vandringstid er fra april til oktober. Det anbefales at lytte til lokale råd, og man skal være i god fysisk form. Man skal være klar over at turen er på eget ansvar.
Preikestolen blev besteget af klatrere for første gang i juni 2016.

## Galleri
- Preikestolen med Lysefjorden i baggrunden
- Preikestolen, juni 2009
- Udsigt fra Preikestolen indover Lysefjorden
- Preikestolen set fra Lysefjorden
- Preikestolen set fra Lysefjorden

## Besøgstal
Tallene er taget fra de fire sommermåneder.
I 2018 var over 300 000 som gik til Preikestolen. I juni 2019 var det 64 000 besøgende. I 2022 blev der i oktober anslået at 330.000 havde besøgt stedet.
- Wikimedia Commons har flere filer relateret til Preikestolen